# Fontana di Trevi
La Fontana de Trevi (en italiano Fontana di Trevi), con casi 50 metros de frente, es una de las mayores fuentes monumentales del Barroco en Roma (Italia). Según la actual división administrativa del centro de Roma, está situada en el rione de Trevi. Ubicada en la fachada trasera del Palacio Poli, está estructurada como un arco de triunfo.

## Toponimia
La fuente toma el nombre del distrito (rione) Trevi, del cual no se conoce con certeza su origen, aunque podría provenir del latín trivium, en referencia a la confluencia de tres calles en Piazza dei Crociferi, al lado de la Plaza de Trevi. El topónimo Regio Trivii designó a la zona desde el siglo XII, en referencia a la confluencia de tres calles o quizás a la triple salida del agua de la fuente original.

## Historia

### El acueducto y la fuente anterior a 1629
La fuente está situada en el cruce de tres calles, marcando el punto del Aqua Virgo (nombre reutilizado durante el Renacimiento en su forma italiana, Acqua Vergine), uno de los antiguos acueductos que suministraban agua a Roma. Los técnicos romanos localizaron una fuente de agua pura a sólo 22 kilómetros de la ciudad (escena representada en la actual fachada de la fuente). Esta Aqua Virgo corría por el acueducto más corto de Roma directamente hasta las Termas de Agripa y fue usada durante más de cuatrocientos años.
El golpe de gracia a la vida urbana de la Roma clásica tardía fue la destrucción de los acueductos por parte de los asediadores godos durante el sitio de Roma de 537-538. Los romanos medievales debieron beber el agua de pozos caseros y del río Tíber.
La costumbre romana de construir una fuente conmemorativa al final de los acueductos fue resucitada en el siglo XV, con el Renacimiento. En 1453, el papa Nicolás V encargó el trabajo al arquitecto Leon Battista Alberti, quien se limitó a unir los tres estanques entonces presentes.

### La fuente actual

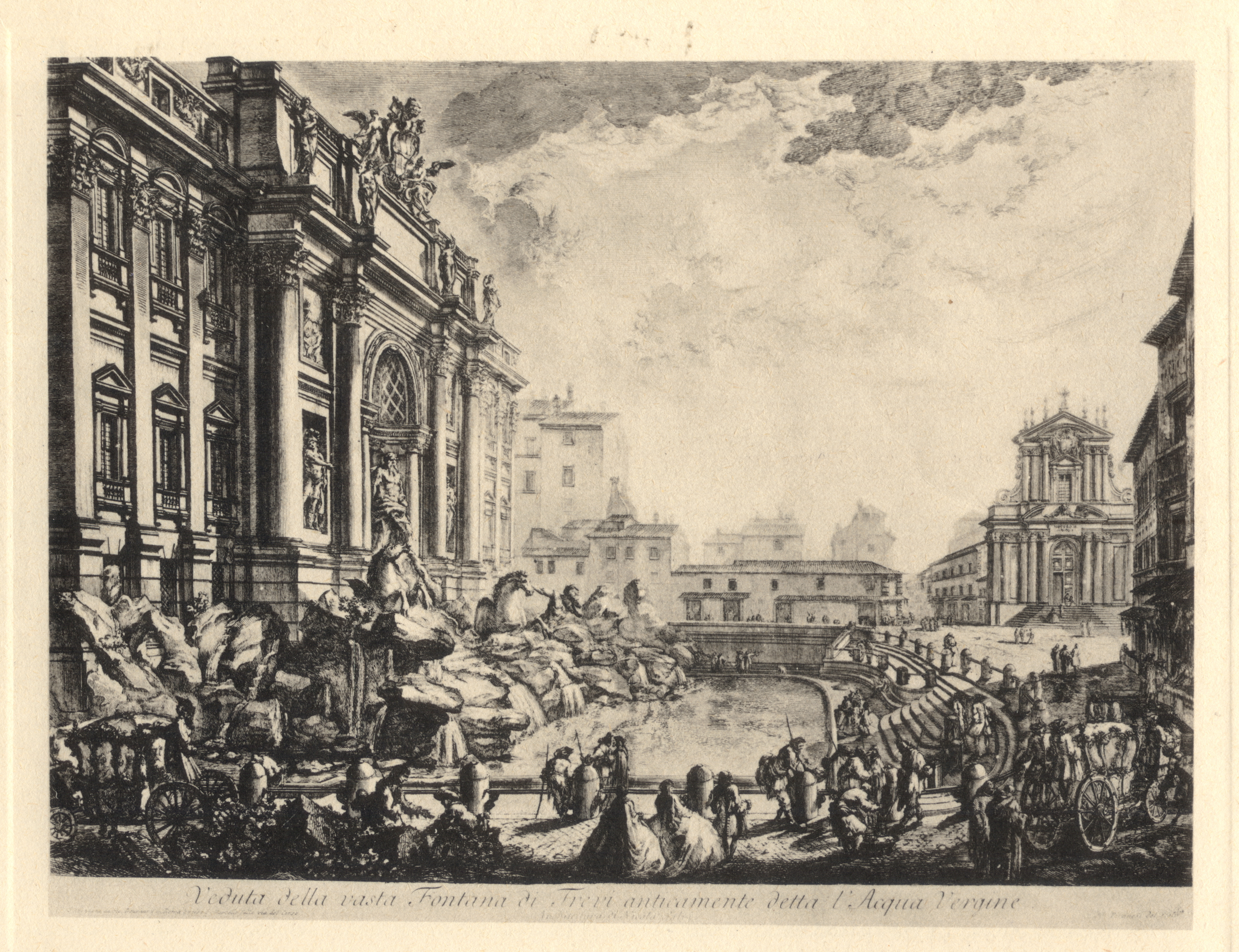
Grabado de Giovanni Battista Piranesi del.

En 1625 el papa Urbano VIII, encontrando la fuente anterior poco original o poco monumental, pidió a Gian Lorenzo Bernini que esbozase posibles renovaciones, pero el proyecto fue abandonado con la muerte del papa y debido a los altos costos. La contribución de Bernini fue cambiar la situación de la fuente al otro lado de la plaza. También existe una maqueta anterior hecha por Pietro da Cortona, que se conserva en el museo Albertina, de Viena.
En 1730 (a pesar de que en la placa de mármol sobre la fuente, figura que el Papa Clemente XII, encomendó la fuente en el 1735 MDCCXXXV), el papa Clemente XII organizó un concurso para construir la fuente que ganó Alessandro Galilei. Pero en Roma hubo reclamos de que un florentino se hiciera cargo del proyecto, por lo que finalmente pasó al arquitecto romano Nicola Salvi, quien inició los trabajos en 1732.
Salvi murió en 1751, con su obra a medio terminar, pero antes se aseguró de evitar las continuas críticas de un farmacéutico (otras fuentes dicen que en realidad era un barbero), para lo cual colocó frente al negocio una estatua en travertino en forma de ánfora, para así impedirle ver el avance de las obras. Los romanos encontraron similitudes entre la escultura de vasija y un naipe, por lo que la rebautizaron como as de copas.
A la muerte de Salvi, Pietro Bracci se hizo cargo del proyecto. La escultura de Océano, obra de Bracci, fue situada en el nicho central y las estatuas de la Abundancia y de la Salubridad, esculpidas por Filippo della Valle, en los dos nichos laterales. La fuente fue terminada en 1762 por Giovanni Pannini, quien sustituyó las alegorías por esculturas planas de Agripa y Trivia.

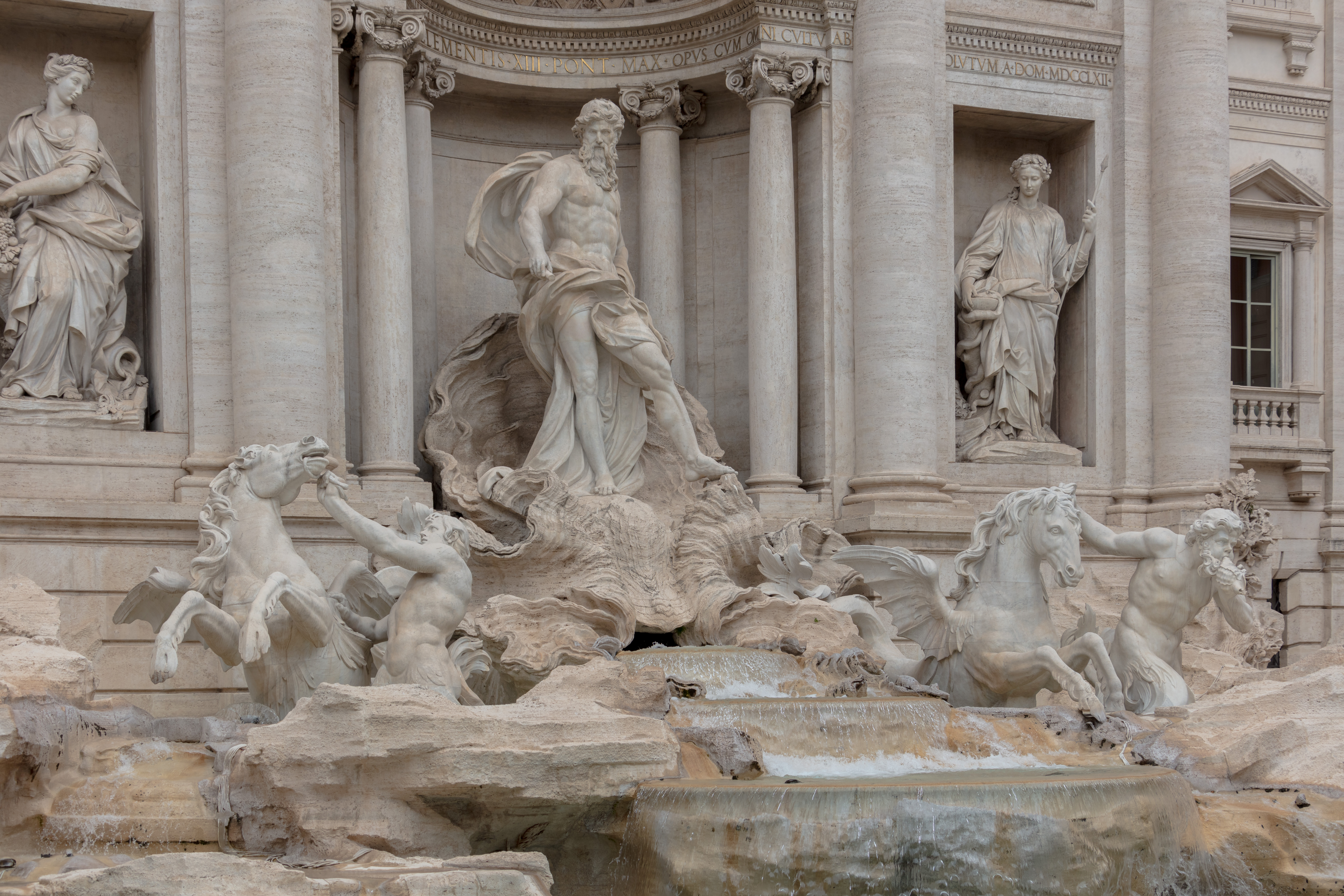
Detalle de la fuente
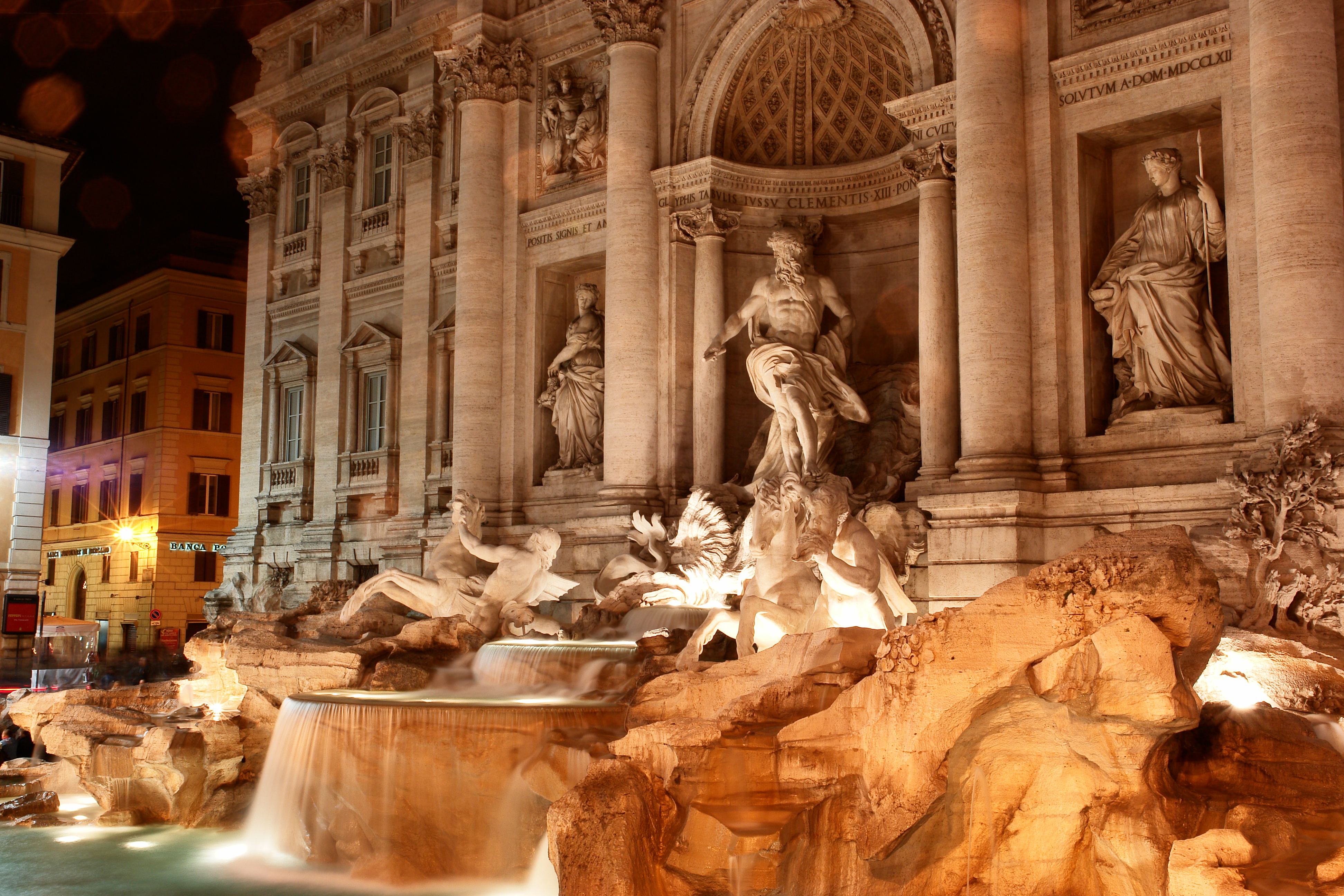
La Fontana de Trevi de noche

### Restauraciones
La fuente fue restaurada entre 1990 y 1991, y nuevamente 1999, cuando la piedra fue limpiada y se instalaron bombas de circuito cerrado y oxidadores.

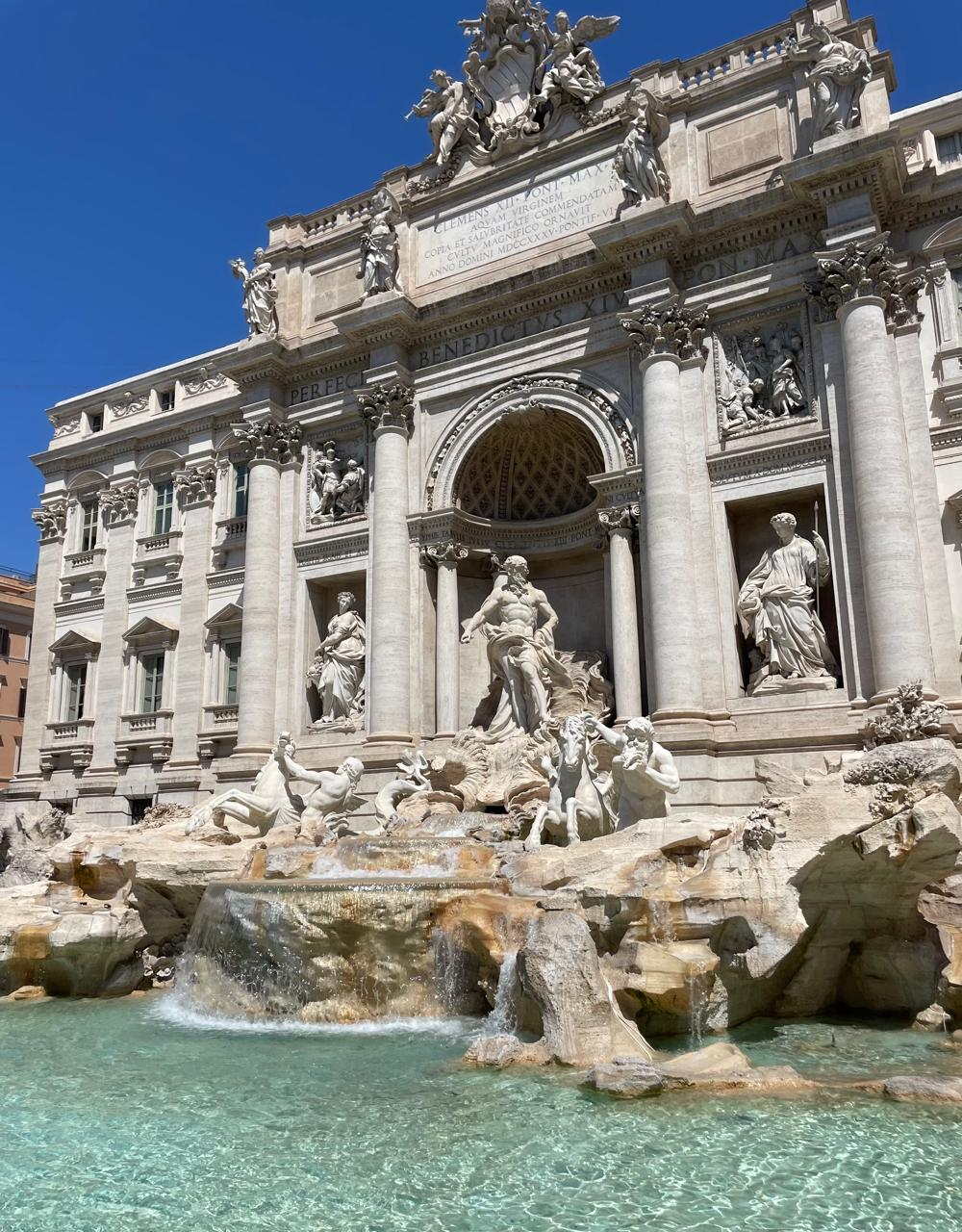
La Fontana di Trevi

El 9 de junio de 2012 se desprendieron varios trozos de estuco de los capiteles y los frisos de la fachada. A pesar del pequeño tamaño de los desprendimientos —de 8 centímetros de largo y 8 de ancho—, el incidente preocupó a las autoridades de la ciudad.
La fuente fue vaciada y se llevaron a cabo tareas de inspección para comprobar el estado del monumento, trabajos que duraron dos meses, hasta agosto de 2012, cuando la fuente fue abierta de nuevo. Durante la restauración se descubrieron muchas fisuras en la piedra, además de hongos, moho y una pátina negra debida a la antigüedad y a la contaminación. Entonces el alcalde de Roma anunció que iba a ser necesaria una restauración global. Se llevó a cabo una intervención de urgencia con un costo de 320 000 euros, pero la administración pública no podía hacer frente a los 2 500 000 euros que se estimaba que costaría la restauración completa y el ayuntamiento comenzó a buscar patrocinadores privados que estuvieran dispuestos a financiar las obras. Finalmente fue la firma romana de moda Fendi —con su director creativo, Karl Lagerfeld— la que financió por completo la restauración.
Las obras de remodelación comenzaron el 30 de junio de 2014, teniendo presente que la restauración se llevara a cabo de forma que no impidiera la observación del monumento por parte de los turistas. La fuente se rodeó con paneles de plexiglás que permitían observar la evolución de los trabajos y se instaló una pasarela a pocos metros de las estatuas a la que los turistas podían acceder. También se instaló un pequeño estanque donde podía continuarse la tradición de lanzar monedas al agua de la fuente. Los trabajos se completaron en noviembre de 2015.

## Iconografía
La Fontana di Trevi se encuentra emplazada en la fachada trasera del Palacio Poli, estructurada como un arco triunfal con un profundo nicho, con un orden gigante de pilastras corintias que enlazan las dos plantas.
Domando las aguas es el tema del gigantesco proyecto que se extiende hacia delante, mezclando agua y roca tallada, hasta llenar la pequeña plaza. Dos tritones guían la carroza en forma de concha de Océano, domando sendos hipocampos.
En el centro está sobrepuesto un arco del triunfo robustamente modelado. El nicho o exedra central enmarcando a Océano tiene columnas exentas para mejores luces y sombras. En los nichos flanqueando a Océano, Abundancia vierte agua de su urna y Salubridad sostiene una copa de la que bebe una serpiente. Encima, unos bajorrelieves ilustran el origen romano de los acueductos. Los tritones y los hipocampos proporcionan un equilibrio simétrico.
Apoyada en el Palazzo Poli, la fuente se desarrolla en una gran cuenca con la representación un amplio acantilado animado por la representación escultórica de numerosas plantas y el espectacular flujo de agua. En el centro domina la estatua de Océano conduciendo el carro en forma de concha tirado por un caballo enojado y un caballo plácido y retenidos por dos tritones.
En la fachada, articulada a modo de arco de triunfo, hay dos relieves que aluden a la leyenda de la fuente y a la historia del acueducto: a la derecha, la virgen indicando la fuente a los soldados romanos y, a la izquierda, Agripa que ordena el inicio de la construcción del acueducto. El aparato decorativo se completa con dos figuras alegóricas que potencian los efectos beneficiosos del agua, Salubridad y Abundancia, colocadas en los nichos laterales.
La construcción fue completada por Giuseppe Pannini, quien modificó parcialmente el acantilado al regularizar las cuencas centrales. Después de una restauración en los años 1989-1991, la última gran restauración tuvo lugar en 2014, gracias a la contribución financiera de la Casa de Moda Fendi.

Antes de marcharte no se te olvide arrojar una moneda a la fuente, porque como dice la costumbre eso te hará volver a Roma. Y si buscas un poco de romance, e incluso un amor italiano, tendrás que lanzar una segunda y tercera moneda para asegurarte de que las campanas de boda suenen tan pronto como posible.

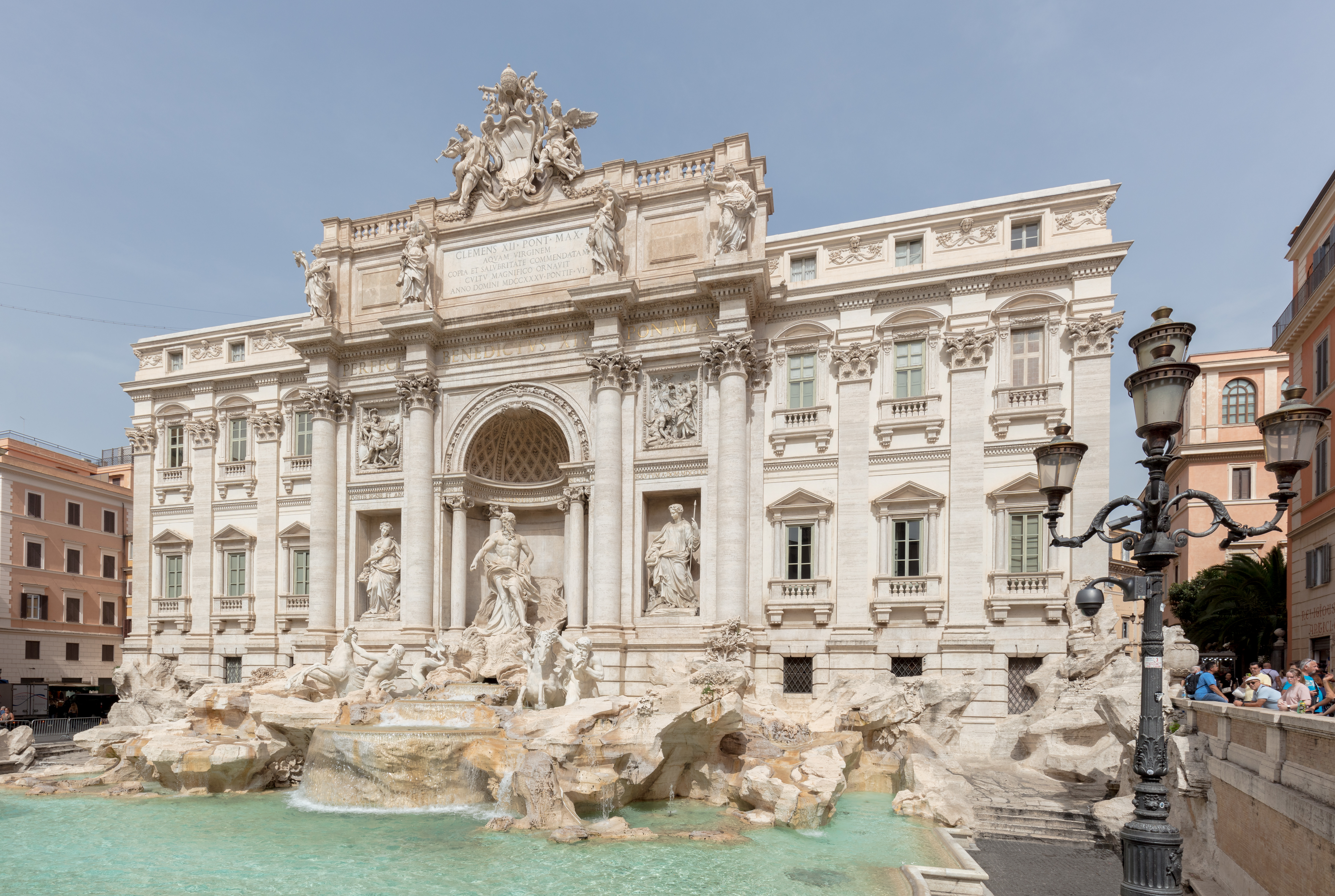
El conjunto escultórico central.
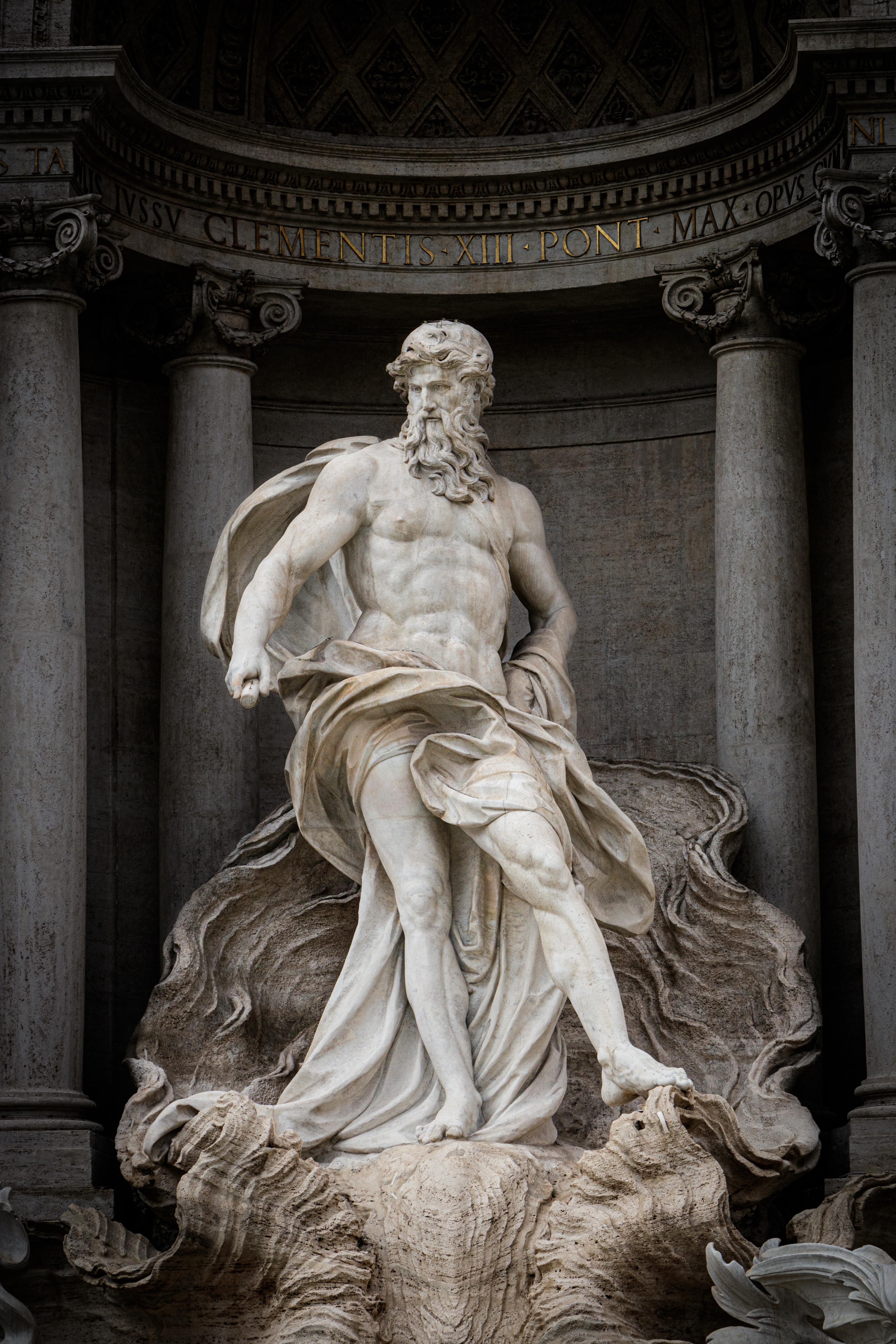
Océano doma a los hipocampos.
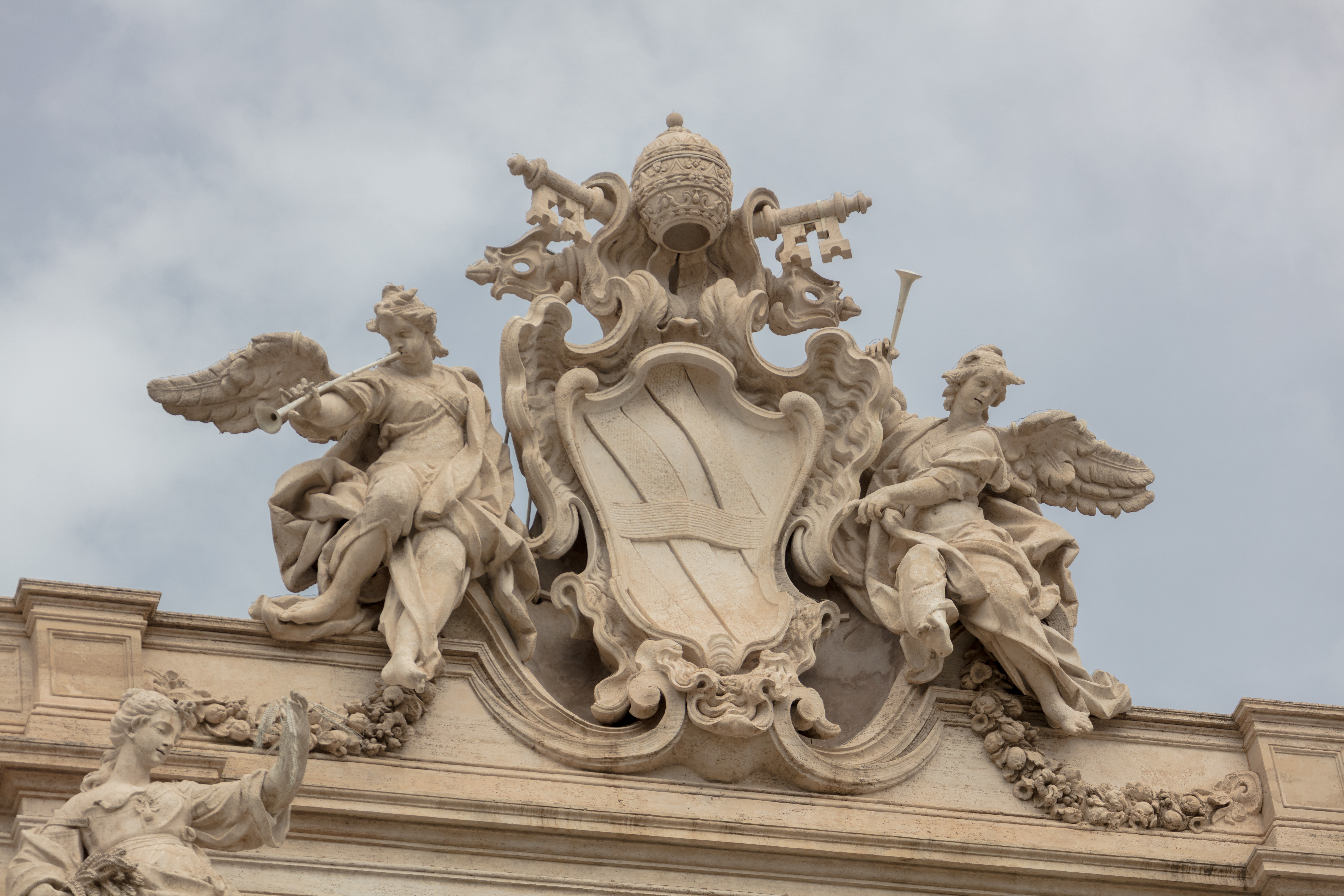
El escudo del papa Clemente XII.
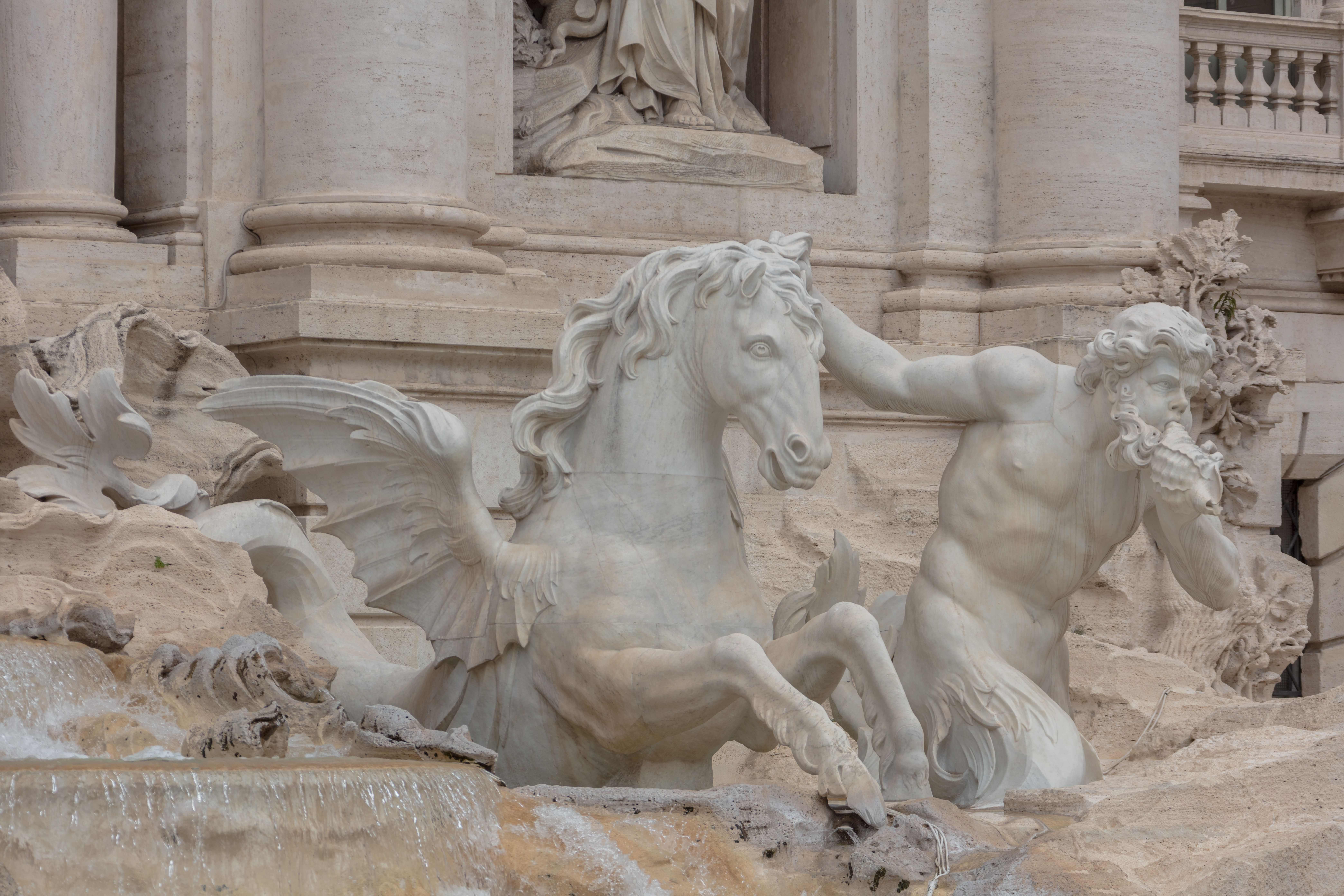
Hipocampo y tritón.
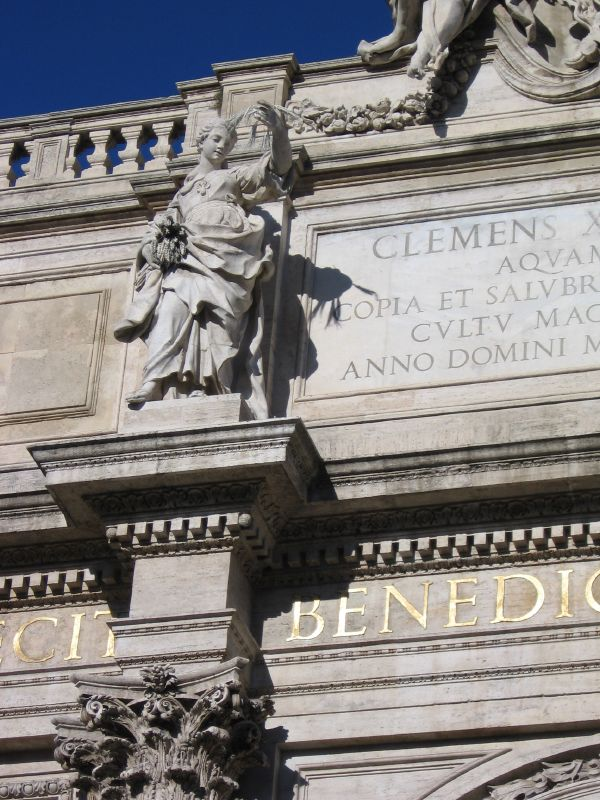
Una de las estatuas superiores que representan a las cuatro estaciones.

Las 24 ventanas que se ven detrás de la fuente corresponden al Palazzo Poli, sin embargo una de ellas es falsa. Se trata de una imitación que simula una ventana pintada por Antonio Catalli en 1737.

## En las artes y la cultura popular

### Cine

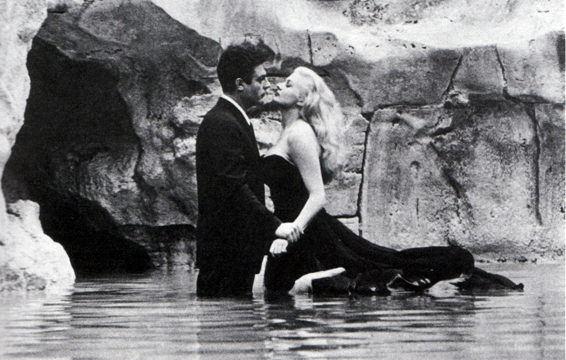
Marcello Mastroianni y Anita Ekberg en La Dolce Vita.

- Tres monedas en la fuente (1954): la fuente del título es la Fontana de Trevi. La canción de la película tiene el mismo título («Three Coins in the Fountain») y fue grabada por Frank Sinatra.
- La dolce vita (1960): en una de las escenas más famosas del cine italiano, Anita Ekberg se baña en la fuente ataviada con un sensual vestido negro, invitando a Marcello Mastroianni a hacer lo mismo.
- Tototruffa ’62 (1961): Totò intentaba vender la fuente a unos ingenuos y confiados turistas.
- Elsa y Fred: al final de la película, Elsa —interpretada por la actriz China Zorrilla— se zambulle en la fuente, en homenaje a Anita Ekberg.

Otras películas que usaron la fuente de Trevi como locación fueron Roman Holiday (1953), To Rome with Love (2012), Way of the Dragon (1972), The Lizzie McGuire Movie (2003), 15:17 Tren a París (2018) y C'eravamo tanto amati (1974), entre otras.

### La costumbre de arrojar monedas

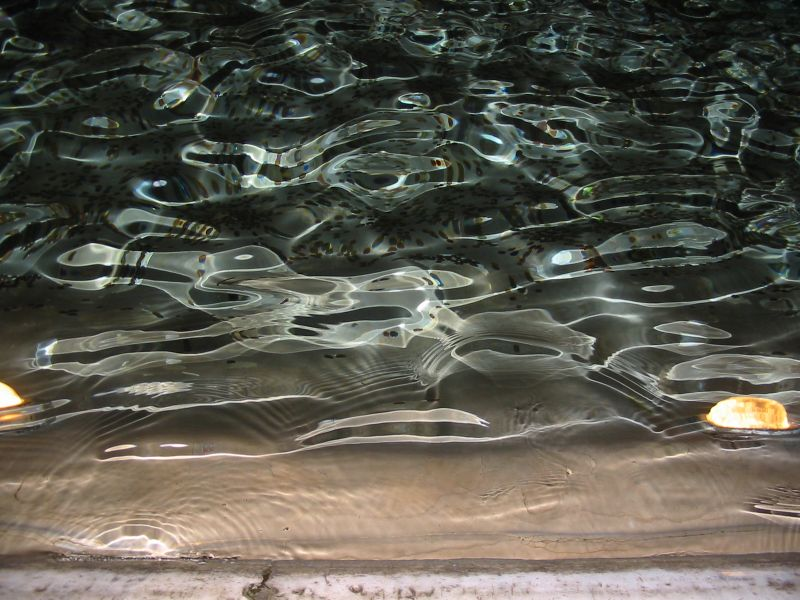
Monedas en el agua de la fontana.

Una leyenda tradicional sostiene que los visitantes que arrojan una moneda a la fuente aseguran su regreso a Roma. Una interpretación actual es que, además, dos monedas llevan a un nuevo romance y tres aseguran un matrimonio o un divorcio. Otra versión de esta leyenda es que trae suerte arrojar tres monedas con la mano derecha por encima del hombro izquierdo a la fuente, lo que permitiría no solamente regresar a Roma sino encontrar un gran amor y casarse.
Se cree que el primero en arrojar monedas a la Fontana di Trevi fue el arqueólogo alemán Wolfgang Helbig en el siglo XIX, quien habría inventado la leyenda para guardar esperanzas de regresar a Roma. Otros historiadores, en cambio, creen que se originó con los antiguos romanos, que habrían arrojado monedas a ríos, lagos y fuentes para ganarse el favor de los dioses del agua.
Se estima que se arrojan unos 3000 € diarios a la fuente, aunque este número va en aumento. En 2010 se obtuvieron 383 000 euros, mientras que en 2011 fueron rescatados 951 000 euros. En la primera mitad del año 2012 se recogieron 540 000 euros, que hasta entonces era un registro histórico, aunque en 2018 se recolectaron 1,5 millones de euros en monedas. Regularmente hay intentos de robar las monedas de la fuente.
La empresa Azienda Comunale Elettricità e Acque (Acea) tiene a su cargo la recolección de las monedas y la entrega a Cáritas de lo recaudado. Voluntarios de Cáritas luego las separan, limpian y cuentan. En 2019 el gobierno municipal anunció que la recaudación de la Fontana di Trevi iría a cubrir los gastos del contrato con Acea, a proyectos sociales y a mantener el patrimonio cultural. Cáritas y el periódico Avvenire, de la Conferencia Episcopal Italiana, se quejaron de la medida, ya que las monedas de la fuente representaban un 15 % de los fondos que percibía Cáritas en Roma. Finalmente y tras la polémica, la entonces alcaldesa romana, Virginia Raggi, dio marcha atrás con la decisión.
Otra de las tradiciones busca sellar un pacto de fidelidad eterna: cuando el novio debe ausentarse de la ciudad, la novia le hace beber agua de la Fontana di Trevi en un vaso nuevo, que ella misma se encargará de romper al terminar el ritual. Una versión más moderna de esta misma tradición es que ambos novios beban juntos agua de la 'Fuentecita de los Enamorados', que se encuentra sobre la derecha del monumento, junto a la estatua de la vasija de Salvi.

## Sucesos

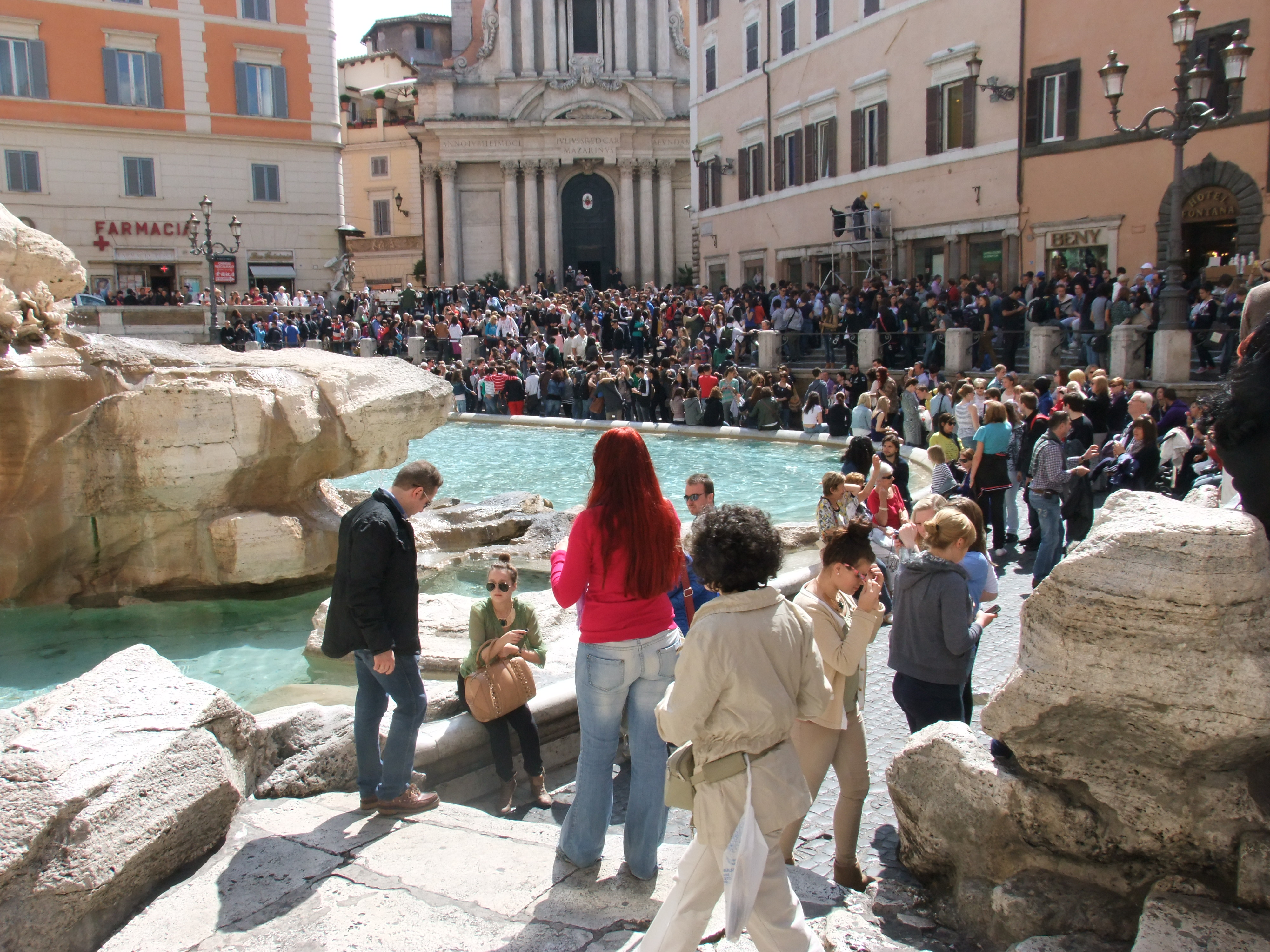
Turistas junto a la fuente.

- La emperatriz Carlota de México visitó Roma en 1867 para entrevistarse con el papa Pío IX y pedirle ayuda para su esposo Maximiliano, cuyo imperio estaba desmoronándose, es en ese entonces cuando comenzó a manifestar síntomas de locura y a decir que la querían envenenar, por lo que usó la fuente Trevi para tomar agua, ya que —según aseguraba— era la única agua que no estaba envenenada.[41][42]
- En distintas ocasiones hubo personas que desafiaron la prohibición y se arrojaron a bañarse en la fuente. En 2007, una turista de Milán identificada como Roberta se zambulló argumentando que «tenía calor». En abril de 2017, un hombre que dijo ser español y llamarse Manolo (aunque luego se supo que era italiano) cruzó a nado la Fuente de Trevi. Días después hicieron lo mismo una turista alemana y también un catalán llamado Adrián Pino Olivera, quien además se desnudó y mostró un ramo de lilas para hacer lo que calificó como «una performance»; todos debieron enfrentar una multa de 450 euros. En 1994 también había ingresado en la fuente la modelo alemana Claudia Schiffer, aunque para imitar a Anita Ekberg en La dolce vita y publicitar un desfile del diseñador Valentino.[43][44][45][46]
- En agosto de 2023, una turista trepó a las rocas dentro de la fuente y cargó una botella en uno de los chorros de agua.[47]
- Un romano con problemas mentales llamado Roberto Cercelletta se hizo famoso por robar durante 34 años monedas que arrojaban los turistas. Lo hizo desde 1968, pero recién en 1999 la ciudad promulgó una ley para penar esta clase de comportamientos. Aun así, Cercelletta (apodado d'Artagnan) continuó sacando monedas de la fuente y recibiendo multas, hasta que en 2002 fue detenido luego de que se produjera heridas a sí mismo en el estómago con una navaja. En marzo de 2011 volvió a entrar a la fuente y nuevamente se hizo tajos en el estómago. Falleció en 2013.[48][49][50]
- El 16 de octubre de 2017, Graziano Cecchini, un activista de corriente ultraderechista, tiñó de color rojo la Fuente de Trevi por segunda vez (ya lo había hecho en 2007) como forma de protesta contra la «suciedad y corrupción» de Roma. El 21 de mayo de 2023, activistas por el cambio climático del grupo Última Generación vandalizaron la Fuente de Trevi tiñiéndola de color negro mientras mostraban pancartas contra los combustibles fósiles.[51][52][53][54]